# Santa Cristina Valgardena
Santa Cristina Valgardena (in ladino S. Cristina - Gherdëina, ˈsanta kʀ̩̊ʃˈtina ɡʀ̩ˈdɜi̯na , in tedesco St. Christina in Gröden) è un comune italiano di 2 021 abitanti della provincia di Bolzano in Trentino-Alto Adige, situato nella val Gardena, tra Ortisei a ovest e Selva di Val Gardena a est, con il territorio comunale compreso ad un'altitudine tra 1.250 e 3.179 m s.l.m.

## Origini del nome
Il toponimo è attestato come S. Kristein nel 1277, come St. Christina nel 1323, come St. Christeins Mulgrei nel 1452 e come St. Christina in Gröden/Santa Cristina in Gardena nel 1817. Dal 1923 (col Regio Decreto del 29 marzo 1923) al 1955, causa l'italianizzazione operata dal fascismo, il paese si chiamò solamente Santa Cristina; l'attuale denominazione fu stabilita dalla legge regionale 8 del 13 febbraio 1955.

## Storia
Già nel periodo tra il 1150 e il 1200, nel necrologio del capitolo della cattedrale di Bressanone, il maso Costa a Santa Cristina viene menzionato come curia in Gredene, donata da Matilde di Sabiona per l'organizzazione di una commemorazione annuale.
Il 17 maggio 1945 vi furono 5 vittime dovute all'eccidio di Gardena durante la missione di sabotaggio Tacoma.

### Stemma
Lo stemma è troncato; nella parte superiore è raffigurato un cervo in campo argento, in quella inferiore uno sfondo rosso. È lo stemma della famiglia di Primus von Dosses, che dal 1636, nei pressi della chiesa di Santa Cristina, organizzava una mensa per i poveri e i bisognosi. Lo stemma è stato adottato nel 1969.

## Monumenti e luoghi d'interesse
Santa Cristina Valgardena presenta sette edifici riconosciuti come beni culturali e pertanto sottoposti a vincolo dalla provincia autonoma di Bolzano.

### Architetture religiose
- Chiesa di Santa Cristina e Sant'Antonio Abate: attestata dal 1343, è tra i più antichi edifici di culto della valle. Le manomissioni all'edificio hanno snaturato l'originario stile romanico e oggi la chiesa si connota soprattutto per il coro ligneo gotico e l'altare barocco.[9]
- Cappella sul monte Pana: fu eretta negli anni trenta su progetto dell'architetto austriaco Franz Baumann, che gli diede un semplice stile Bauhaus adattato all'ambiente alpino.[10]

### Architetture civili
- Crëpa: abitazione con primo piano in pietra, risalente ai secoli XIII e XIV, e primo piano aggettante in legno. L'annesso fienile fu realizzato a blockbau nel 1805.[11]

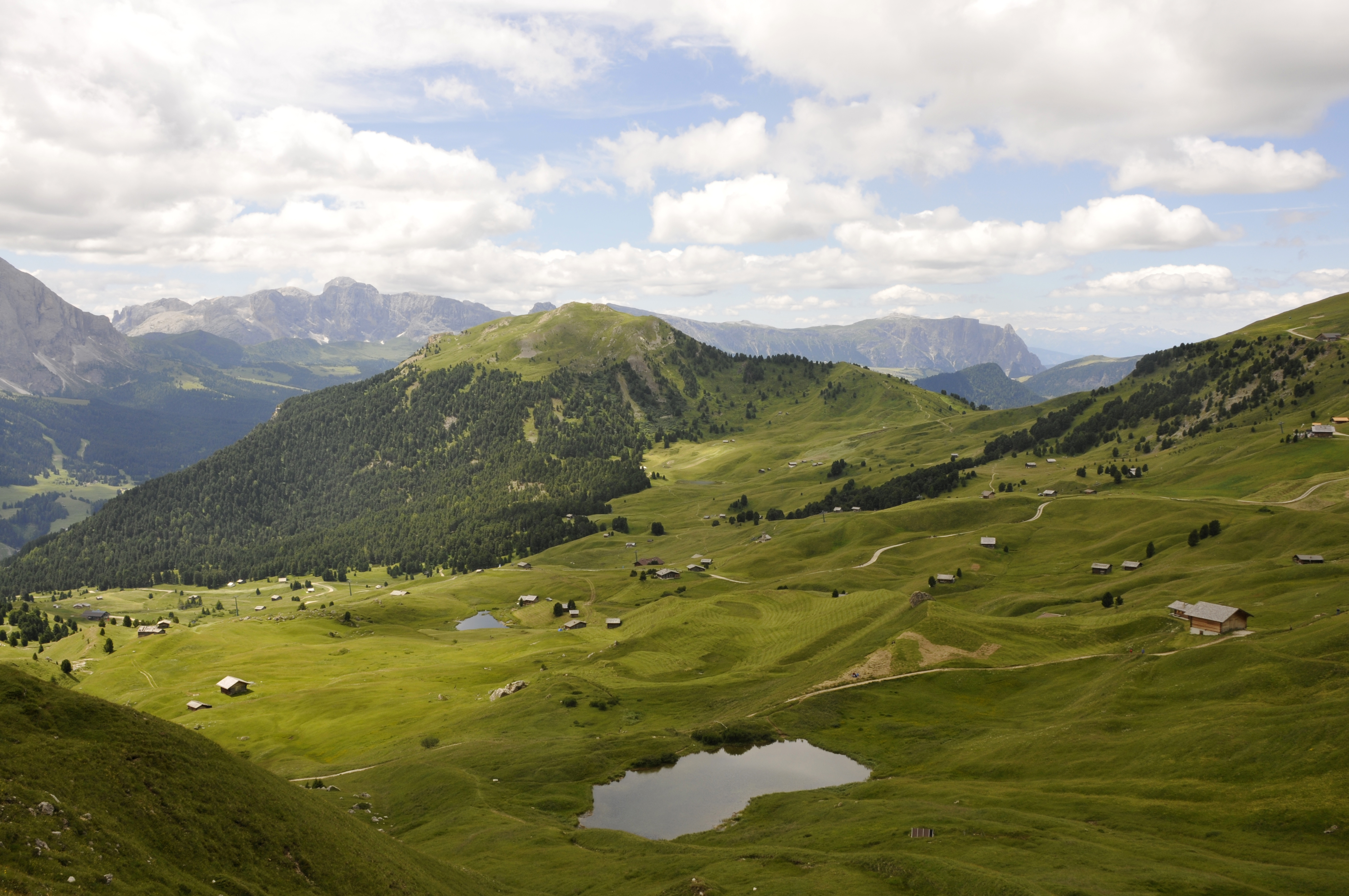
Lago Santo.

- Fusell: abitazione del tardo medioevo, sebbene ingrandita a più riprese. L'architrave ligneo della porta d'ingresso reca la data 1542. All'interno è presente una cucina per l'affumicatura delle carni con volta a botte. Il fienile è della metà del Settecento.[12]
- Paratoni: abitazione a due piani, uno medievale in muratura e il superiore, aggettante, in legno. La porta d'ingresso, con un fregio datato 1761, ha uno stipite a schiena d'asino.[13]
- La Posta: costruzione a tre piani e tetto spiovente a doppia falda. La stube presenta un'elaborata decorazione rococò.[14]
- La Sigata: edificio barocco dalle prominenti cornici marcapiano e cornici mosse alle finestre. Un cartiglio rococò dipinto all'esterno riporta la data 1786. All'interno due stube barocche con decorazioni a intaglio.[15]
- Villa Anri: fu edificata in stile neobarocco negli anni venti del XX secolo, secondo il progetto di Marius Ammon[16]

### Architetture militari
- Castel Gardena - Fischburg: un castello del XVII secolo costruito dai conti Wolkenstein con scopo abitativo, pur mostrando alcune caratteristiche di fortificazione, situato a ridosso del pendio boschivo. Di proprietà privata, non è visitabile.

### Aree naturali
- Lago Santo

## Società

### Ripartizione linguistica
Il cognome più diffuso all'interno del territorio comunale è Senoner. Altro cognome molto popolare è Runggaldier.
La popolazione di Santa Cristina è in gran parte di madrelingua ladina.
| Ripartizione linguistica | 1971   | 1981   | 1991   | 2001   | 2011   | 2024   |
| ------------------------ | ------ | ------ | ------ | ------ | ------ | ------ |
| Madrelingua italiana     | 3,55%  | 1,86%  | 2,27%  | 3,12%  | 4,41%  | 6,85%  |
| Madrelingua tedesca      | 6,76%  | 5,53%  | 4,86%  | 5,68%  | 4,19%  | 5,36%  |
| Madrelingua ladina       | 89,69% | 92,61% | 92,87% | 91,20% | 91,40% | 87,79% |

### Evoluzione demografica
Abitanti censiti

## Economia
Situata nelle Dolomiti, la sua economia si basa prevalentemente sul turismo, sia invernale (zona sciistica), che estivo-autunnale (giugno-ottobre), valendosi di visitatori di tutto il mondo. A dicembre si tengono ogni anno le gare di Coppa del Mondo di sci alpino maschile sulla pista Saslong, per le discipline di Discesa Libera e Super Gigante.

## Infrastrutture e trasporti

### Ferrovie
Il paese di Santa Cristina era servito dalla linea ferroviaria a scartamento ridotto, che collegava Chiusa con la frazione Plan de Gralba nel comune di Selva di Val Gardena, ed effettuava due fermate nel territorio comunale di Santa Cristina, una presso la chiesa con raddoppio del binario, l'altra in località Soplases. Il servizio venne inaugurato il 6 febbraio 1916 e fu soppresso il 28 maggio 1960.

## Sport
A Santa Cristina ha avuto sede una squadra di hockey su ghiaccio, l'HC Sasslong Santa Cristina, che ha vinto anche due campionati di serie B (stagione 1950-51 e stagione 1951-52), rinunciando poi ad iscriversi alla serie A.
Nel territorio comunale si trovano vari impianti di risalita per le piste di sci alpino. Sul Monte Pana è invece presente un centro attrezzato per la pratica dello sci nordico, con diverse piste di sci di fondo e due piccoli trampolini per il salto con gli sci, rispettivamente di categoria HS 21 (con punto K 20) e HS 35 (con punto K 32). L'HS 35 è intitolato a Simona Senoner, atleta della nazionale italiana di salto originaria di Santa Cristina, scomparsa prematuramente nel 2011.

## Amministrazione
| Periodo | Periodo | Primo cittadino   | Partito | Carica  | Note   |
| ------- | ------- | ----------------- | ------- | ------- | ------ |
| 1952    | 1964    | Josef Skasa       | SVP     | Sindaco |        |
| 1964    | 1971    | Vigil Insam       | SVP     | Sindaco |        |
| 1971    | 1974    | Joachina Mussner  | SVP     | Sindaco | [ 23 ] |
| 1974    | 1985    | Hermann Keim      | SVP     | Sindaco |        |
| 1985    | 1995    | Franz Demetz      | SVP     | Sindaco |        |
| 1995    | 2010    | Bruno Senoner     | SVP     | Sindaco |        |
| 2010    | 2015    | Eugen Hofer       | SVP     | Sindaco |        |
| 2015    | 2020    | Moritz Demetz     | SVP     | Sindaco |        |
| 2020    |         | Christoph Senoner | SVP     | Sindaco |        |